# Damyean Dotson
Damyean Da'Kethe Dotson (Houston, Texas, 6 de mayo de 1994) es un baloncestista estadounidense que pertenece a la plantilla del Petkim Spor de la BSL turca. Con 1,96 metros de estatura, juega en la posición de escolta.

## Trayectoria deportiva

### Primeros años
Jugó durante su etapa de secundaria en el Yates High School de su ciudad natal, donde en su temporada sénior promedió 21 puntos y 5 rebotes por partido.

### Universidad
Jugó dos temporadas con los Ducks de la Universidad de Oregón, en las que promedió 10,4 puntos, 3,4 rebotes y 1,0 asistencias por partido. Fue elegido en su primera temporada en el mejor quinteto de novatos de la Pac-12 Conference.
En 2014 fue transferido a los Cougars de la Universidad de Houston, y durante el año de parón que impone la NCAA en las transferencias de jugadores continuó sus estudios en el Houston Community College. Jugó dor temporadas más, en las que promedió 15,6 puntos y 6,9 rebotes por partido. En 2017 fue incluido en el mejor quinteto de la American Athletic Conference.

#### Estadísticas
| Año     | Equipo  | PJ  | PT  | MPP  | %TC  | %3P  | %TL  | RPP | APP | ROB | TPP | PPP  |
| ------- | ------- | --- | --- | ---- | ---- | ---- | ---- | --- | --- | --- | --- | ---- |
| 2012–13 | Oregon  | 37  | 36  | 27.9 | .439 | .329 | .723 | 3.5 | .9  | .9  | .1  | 11.4 |
| 2013–14 | Oregon  | 33  | 33  | 23.8 | .438 | .313 | .803 | 3.2 | 1.2 | .5  | .2  | 9.4  |
| 2015–16 | Houston | 32  | 32  | 31.0 | .506 | .367 | .833 | 6.8 | 1.3 | .7  | .2  | 13.9 |
| 2016–17 | Houston | 33  | 33  | 34.3 | .469 | .441 | .830 | 6.9 | 1.1 | .9  | .2  | 17.4 |
| Total   | Total   | 134 | 133 | 29.1 | .464 | .380 | .796 | 5.0 | 1.1 | .8  | .2  | 12.9 |

### Profesional
Fue elegido en la cuadragésimo cuarta posición del Draft de la NBA de 2017 por los New York Knicks.
Después de tres años en New York, el 23 de noviembre de 2020, firma con Cleveland Cavaliers.
El 14 de octubre de 2021 firmó con los San Antonio Spurs, pero fue despedido dos días después. Se unió a su filial de la G League, los Austin Spurs, el 27 de octubre. Pero el 21 de diciembre, regresa a Nueva York, para firmar un contrato de 10 días con los Knicks. Llega firmar un segundo contrato de 10 días el 31 de diciembre, pero regresa el 11 de enero a los Austin Spurs, tras dos encuentros con el primer equipo de los Knicks.
Para la temporada 2022-23, firma por el Gaziantep Basketbol de la Türkiye Basketbol Süper Ligi, la primera categoría del baloncesto turco.
En septiembre de 2023 firma por los Ningbo Rockets de la CBA china.
El 18 de noviembre de 2024 fichó por el Petkim Spor de la BSL turca.

## Estadísticas de su carrera en la NBA

### Temporada regular
| Año     | Equipo    | PJ  | PT | MPP  | %TC  | %3P  | %TL  | RPP | APP | ROB | TPP | PPP  |
| ------- | --------- | --- | -- | ---- | ---- | ---- | ---- | --- | --- | --- | --- | ---- |
| 2017-18 | New York  | 44  | 2  | 10.8 | .447 | .324 | .696 | 1.9 | .7  | .3  | .1  | 4.1  |
| 2018-19 | New York  | 73  | 40 | 27.5 | .415 | .368 | .745 | 3.6 | 1.8 | .8  | .1  | 10.7 |
| 2019-20 | New York  | 48  | 0  | 17.4 | .414 | .362 | .667 | 1.9 | 1.2 | .5  | .1  | 6.7  |
| 2020-21 | Cleveland | 46  | 7  | 19.7 | .406 | .289 | .667 | 2.0 | 2.0 | .3  | .1  | 6.7  |
| 2021-22 | New York  | 2   | 0  | 10.5 | .500 | .000 | —    | 1.0 | .5  | .0  | .0  | 2.0  |
| Total   | Total     | 213 | 49 | 19.9 | .417 | .345 | .711 | 2.5 | 1.5 | .5  | .1  | 7.5  |